# Praemallaspis leucaspis
Praemallaspis leucaspis là một loài bọ cánh cứng trong họ Cerambycidae.